# 피카소 미술관 (앙티브)

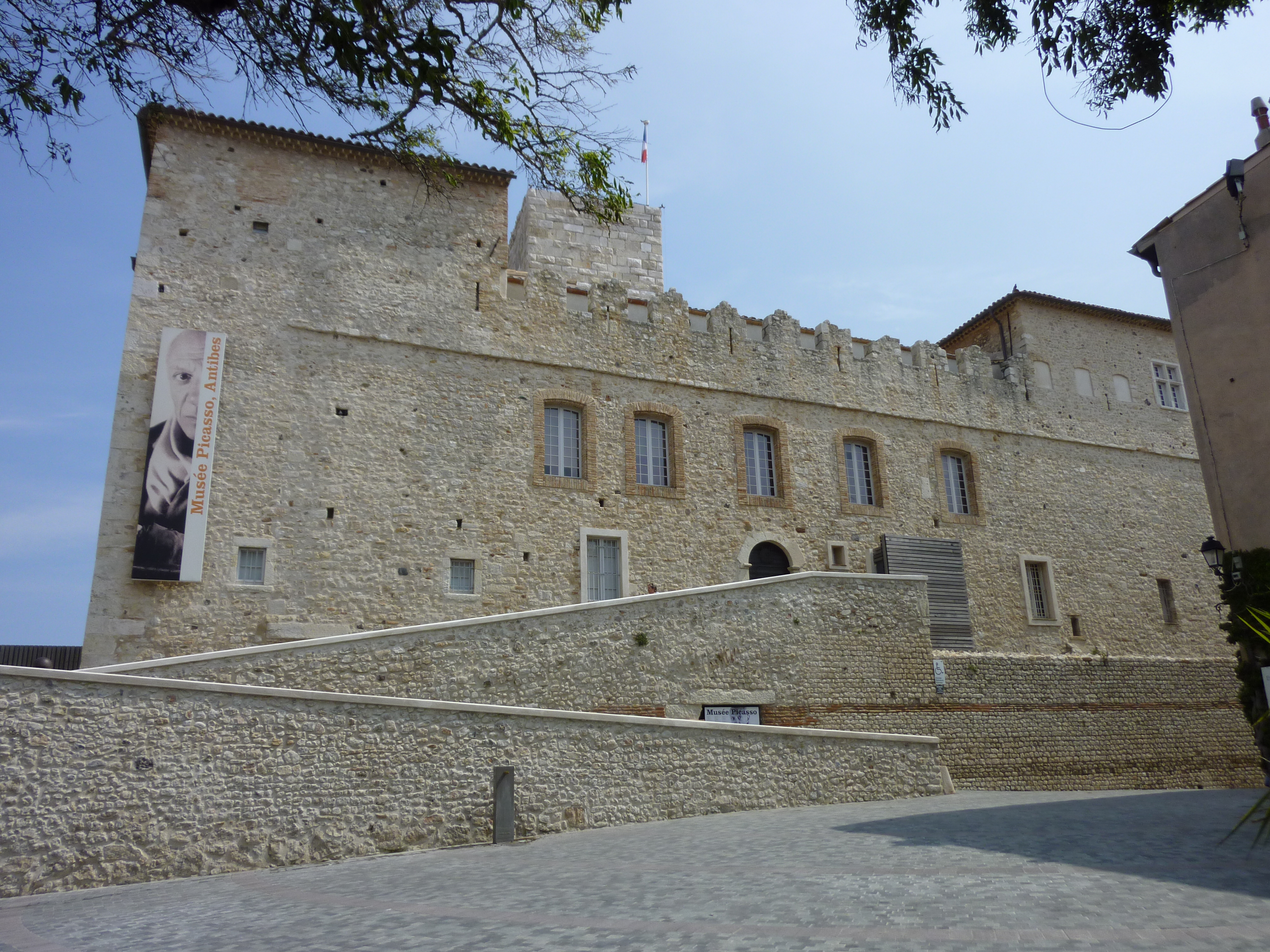
피카소 미술관

피카소 미술관(프랑스어: Musée Picasso)은 프랑스 앙티브에 위치한 미술관이다.